# Gabriel Bernard de Rieux
Pour les articles homonymes, voir Gabriel Bernard et Bernard.
Gabriel Bernard, comte de Rieux, baron et seigneur de Livinière, dit le président de Rieux, est un parlementaire français né en 1687 et mort le 13 décembre 1745. 

## Biographie
Fils cadet du célèbre financier Samuel Bernard et de sa première épouse, Madeleine Clergeau, il fait une carrière judiciaire. 
Il est substitut du procureur général au Parlement de Paris, conseiller au Parlement de Paris (31 août 1714), président de la Deuxième Chambre des Enquêtes au Parlement de Paris, président de la Chambre des comptes (7 janvier 1727). Il meurt en charge.
Lorsque son père décède, en 1739, il en reçoit son hôtel particulier, rue Notre Dame des Victoires, à Paris, et la terre et seigneurie de Glisolles . 
Il rachète à Manon Dancourt le château de Passy, le 18 mars 1739 et y réside jusqu'à sa mort, y poursuivant la tradition d'hospitalité de son père .
Il fonda une école de garçons et une école de filles dans sa seigneurie de Passy.
Il porte le titre de comte de Rieux (Rieux-Minervois), son père ayant reçu cette terre en remboursement d'une créance. 
En 1739, il commande son portrait à Maurice-Quentin de La Tour, qui réalise au pastel une œuvre de grande taille (2,00 m. x 1,50 m.), le montrant en pied, assis, et en costume de Président au Parlement de Paris. Exposé au Salon en 1741, le Portrait de Gabriel Bernard de Rieux est considéré comme l'un des chefs-d'œuvre du pastelliste. Il se trouve aujourd'hui au J. Paul Getty Museum de Los Angeles ,. 
Il fait également faire par Maurice Quentin de La Tour le portrait de son épouse, exposé au Salon en 1742. De moins grande taille (1,16 x 0,90 m.), le Portrait de Madame la présidente de Rieux, en habit de bal, tenant un masque est aujourd'hui au musée Cognacq-Jay, à Paris,.
En 1738, il avait aussi fait exécuter par Maurice Quentin de La Tour le portrait de sa nièce Marie Louise Gabrielle de La Fontaine Solare, devenue en 1743 la marquise de Sesmaisons . Cette oeuvre de taille 0,53 m sur 0,61 m fut exposée au Salon en 1738 et conservée jusqu'en 1918 dans la descendance de son commanditaire. Elle appartient depuis 2014 aux collections du Musée du Louvre .

### Mariages et descendance
Il épouse en premières noces, en 1717, Bonne de Saint-Chamans, fille de François de Saint Chamans, marquis de Mery, et de Bonne de Chastellux.

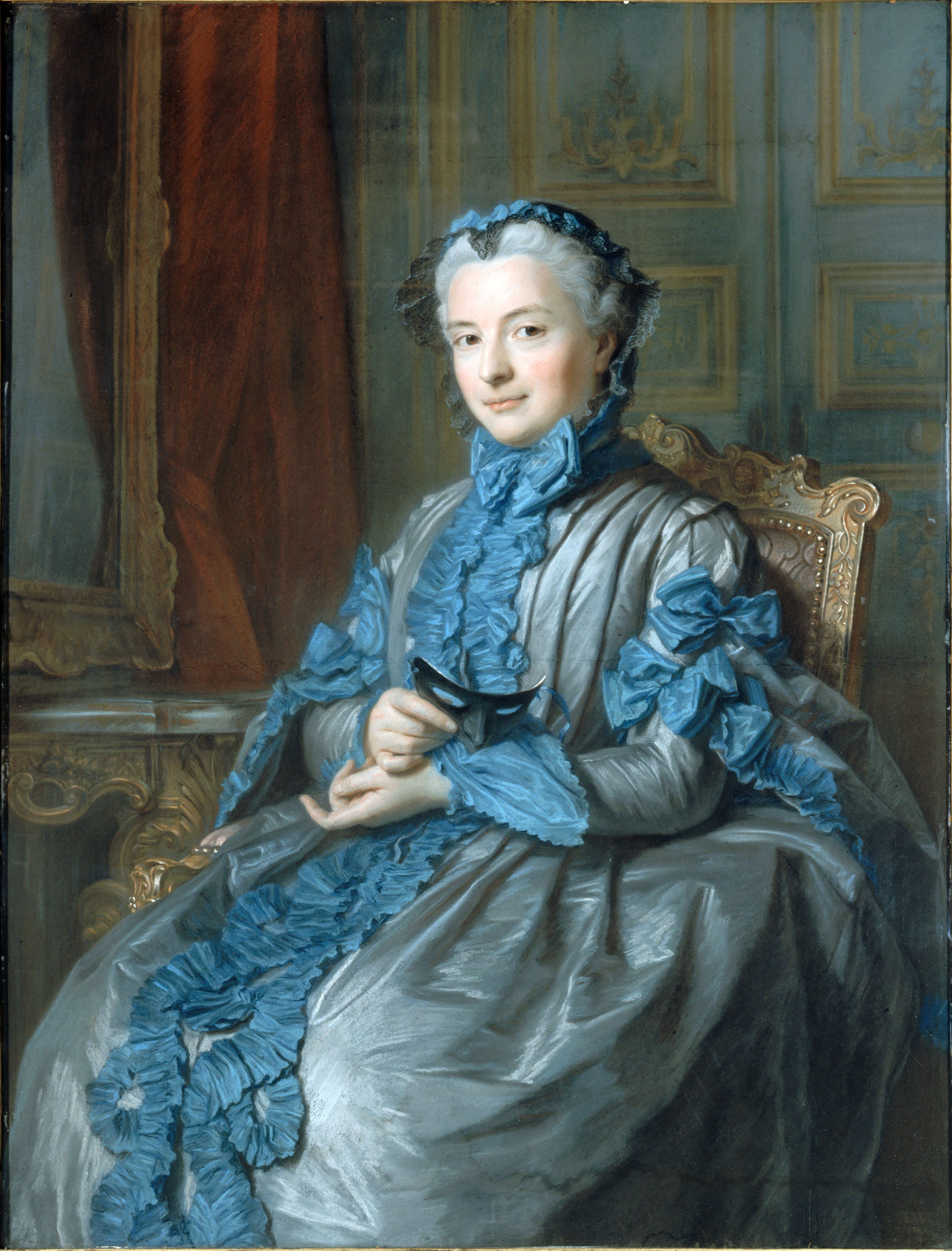
La présidente de Rieux - Maurice Quentin de La Tour - Paris, Musée Cognacq-Jay

Veuf, il se remarie le 29 mai 1719 dans la chapelle du château de Grosbois, propriété de son frère, avec Suzanne Marie Henriette de Boulainvilliers (1696-1776), fille d'Henri, comte de Boulainvilliers, et de Marie Anne Henriette Hurault du Marais, sa première épouse. Il a deux enfants de ce second mariage :
- Anne Gabrielle Henriette Bernard de Rieux (1721-1736), mariée en 1733 avec Charles Pierre Gaston de Lévis, marquis puis duc de Mirepoix, maréchal de France (1699-1757), sans postérité ;
- Gabriel-Henri Bernard de Rieux, titré en 1766 marquis de Boulainvilliers (1724-1798), conseiller au Parlement de Paris (1744), puis président de la deuxième chambre des enquêtes au même parlement (1749), prévôt et maître des cérémonies de l'Ordre de Saint-Louis, gouverneur de l'Ile de France (1775). Comme son père et son grand-père,  il se marie deux fois, la première en 1746 avec Marie-Madeleine de Grimoard du Roure, la seconde en 1748 avec Marie Madeleine Adrienne d'Hallencourt de Boulainvilliers (1729-1781) [10]. Leurs portraits furent peints par Louis-Michel van Loo [11],[12]. De ce second mariage, sont issus deux fils morts enfants et trois filles : 
  - Bonne Marie Gabrielle Joséphine Bernard de Boulainvilliers (1752-1829) (portrait par Élisabeth Vigée Le Brun [13], aujourd'hui au musée des Augustins de Toulouse [14]) , mariée en 1770 avec Emmanuel-Henri-Charles de Crussol, marquis de Florensac, lieutenant général des armées du Roi, député de la Noblesse du bailliage de Bar-sur-Aube aux États généraux de 1789, émigré, chevalier des ordres de Saint Louis, de Notre-Dame du Mont-Carmel et de Saint-Lazare de Jérusalem (1741-1818), sans postérité [15];
  - Adrienne Marie Gabrielle Bernard de Boulainvilliers, mariée en 1773 avec Léonor, vicomte de Faudoas, mestre de camp, chevalier de Saint-Louis (1737-1804), dont postérité [16];
  - Anne Marie Louise Bernard de Boulainvilliers (1758-1781), mariée en 1779 avec Gaspard Paulin, 4e duc de Clermont-Tonnerre (1750-1842), dont postérité [17].

## Pour approfondir

### Sources
- E. de Clermont-Tonnerre, Histoire de Samuel Bernard et de ses enfants, 1914, Paris, Librairie ancienne Honoré Champion, XII+418 pp., p. 155-177.
- Le catalogue de vente de sa bibliothèque (1747), comportant 3314 numéros, est disponible sur Google Books.

### Pages connexes
- Château de Boulainvilliers